# Western Design Center
Western Design Center (WDC) è una società produttrice di microprocessori con sede a Mesa (Arizona) (USA). Il fondatore della società è Bill Mensch, che detiene i brevetti sulla tecnologia del MOS 6502, essendone stato, insieme a Chuck Peddle, il progettista quando lavorava per MOS Technology. WDC produce una serie di processori e relativi chip di supporto basati sull'architettura MOS 65xx, quali il WDC 65C02 (versione CMOS del primo 6502) ed il WDC 65C816 (con architettura a 16 bit).
Oltre a questi microprocessori WDC offre anche core da utilizzare in altri chip (come gli ASIC), e consulenza per la progettazione di chip ASIC e sistemi embedded. WDC fornisce anche pacchetti per lo sviluppo di applicazioni per i loro processori.

## Microprocessori
| Nome           | Tipo         | Note |
| -------------- | ------------ | --- |
| W65C02S        | CPU ad 8 bit | Versione CMOS del primo 6502 (originariamente in tecnologia NMOS) |
| W65C134S       | µC ad 8 bit  | Microcontroller con core W65C02S |
| W65C21S        | chip I/O     | Compatibile con il MOS 6520 PIA (Peripheral Interface Adapter) |
| W65C22S        | chip I/O     | Compatibile con il MOS 6522 VIA (Versatile Interface Adapter) |
| W65C51S        | chip I/O     | Chip per comunicazioni seriali EIA-232 compatibile con il MOS 6551 ACIA (Asynchronous Communications Interface Adapter) |
| W65C816S       | CPU a 16 bit | CPU derivata dal W65C02 compatibile con la modalità a 16 bit, con indirizzamento della memoria a 24 bit |
| W65C802        | CPU a 16 bit | Un core W65C816 con un package compatibile con la piedinatura del 6502 (fuori produzione) |
| W65C265S       | µC a 16 bit  | Microcontroller con core W65C816S |
| W65T32 Terbium | CPU a 32 bit | Evoluzione del W65C816 a 32 bit (non ancora in commercio). Il Terbium prende il nome dal 65° elemento chimico dato che il prefisso "65" entra nel numero di serie di tutti i microprocessori prodotti da WDC. Il chip ha un bus di indirizzi a 32 bit ed un bus dati a 16 bit |